# Kelisia sabulicola
Kelisia sabulicola is een halfvleugelig insect behorend tot de familie Delphacidae. Hij leeft monofaag op Cyperaceae. Hij is bekend van de zandzegge (Carex arenaria). Larven en imagines leven vrij op de bladeren.

## Verspreiding
Kelisia sabulicola komt voor in Europa.